# Tekintet-díj
A Tekintet-díjat az Ördögh Szilveszter által 1988-ban alapított Tekintet című kulturális folyóirat Tekintet Alapítványának kuratóriuma hozta létre.

## Díjazottak listája
- Donáth László (1992)
- Veress Miklós (1992)
- Süpek Ottó (1993)
- Báthori Csaba (1995)
- Bihari Sándor (1996)
- Csukás István (1997)
- Pomogáts Béla (1997)
- Tandori Dezső (1998)
- Bata Imre (1998)
- Pintér Lajos (1999)
- Temesi Ferenc (1999)
- Hubay Miklós (2000)
- Kósa Ferenc (2000)
- Pünkösti Árpád (2001)
- Beke György (2001)
- Orbán István (2002)
- Horváth Elemér (2002)
- Bodri Ferenc (2003)
- Romány Pál (2003)
- Alföldy Jenő (2004)
- Marosi Gyula (2005)
- Bodnár György (2006)
- Kristó Nagy István (2006)
- Gyertyán Ervin (2008)